# Amazon Publishing
Amazon Publishing ist ein Verlag in Seattle, der zu Amazon.com gehört und 2009 gegründet wurde. Zu Amazon Publishing gehören u. a. die Imprints AmazonEncore, AmazonCrossing, Montlake Romance, Thomas & Mercer, 47 North und Powered by Amazon.
Das erste Buch, das unter dem Imprint AmazonEncore veröffentlicht wurde, war Legacy von Cayla Kluver im August 2009.
Im Februar 2018 kündigte Amazon Publishing die Schaffung eines 15. Imprints mit dem Namen Topple Books an, wo ab 2019 unter Kuration von Jill Soloway insbesondere Genderthemen im Mittelpunkt stehen sollen, wobei „The imprint will focus on works by women of color, as well as writers who identify as queer and/or gender nonconforming“.
Tinte & Feder heißt das deutschsprachige Verlagsimprint, bei dem zeitgenössische und historische Stoffe verlegt werden. Edition M ist das Krimi-Imprint für deutschsprachige Krimis und Thriller und 47North ist das Imprint für Romane aus dem Bereich Science-Fiction und Fantasy. Im Imprint Montlake Romance erscheinen Liebesromane und im Imprint Topicus seit Frühjahr 2019 Sachbücher.